# Tullio Contiero
Tullio Contiero (Arzergrande, 1º marzo 1929 – Bologna, 3 luglio 2006) è stato un presbitero italiano che ha dedicato il suo ministero soprattutto alla gioventù universitaria a Bologna.

## Biografia
Tullio Contiero veniva da una famiglia numerosa e di modeste condizioni della provincia padovana. Seguendo una chiamata alla vita sacerdotale, entra nella Società di Maria, fondata agli inizi del XIX secolo da Guillaume-Joseph Chaminade per l'educazione della gioventù.

## Marianista a Roma
A 19 anni prende i voti e viene inviato all'Istituto Santa Maria di Roma, dove studiano ragazzi dei ceti benestanti. Non si accontenta dell'insegnamento scolastico nell'ora di religione, ma coinvolge gli alunni in uscite domenicali nelle borgate, che stavano allora crescendo con l'immigrazione dall'Abruzzo e dal Meridione. Erano quartieri di abitazioni inadeguate e privi di servizi, dove anche la presenza della Chiesa scarseggiava vistosamente.
Le domeniche in borgata non sono soltanto momenti di animazione ecclesiale ma anche sociale. Contiero entra in molte famiglie e, di ritorno al Collegio, stimola allievi e relative famiglie a venire incontro alle necessità più urgenti. Si rivela in questo periodo lo stile di fare e parlare che lo caratterizzerà per tutta la vita: dimentico di sé; con un linguaggio anche tagliente, che gli susciterà delle diffidenze all'interno della comunità religiosa e gli sbarrerà la via all'ordinazione presbiterale; sensibile alle sofferenze altrui; sempre preoccupato di creare ponti tra i giovani più fortunati e i loro coetanei più indigenti. Un'iniziativa significativa da questo punto di vista erano i campeggi estivi in Trentino, organizzati in comune per gli uni e per gli altri.
Durante uno di quei campeggi, nel 1958, il cardinal Giacomo Lercaro, arcivescovo di Bologna, incontra in circostanze fortuite Contiero con i suoi ragazzi. Ne rimane ammirato e, qualche tempo più tardi, gli proporrà di diventare sacerdote a Bologna per occuparsi degli universitari.

## Prete a Bologna
Nel 1961, Tullio Contiero lascia i marianisti e si trasferisce a Bologna, da dove, però, manterrà sempre contatti con gli amici romani. Dopo due anni di formazione, viene ordinato il 21 aprile 1963 nella chiesa di San Sigismondo, punto di riferimento ecclesiale per l'Università. 

Insegna religione, con il suo stile sempre sconcertante, al Liceo "Luigi Galvani", e si dedica all'animazione spirituale e culturale degli universitari, sensibilizzandoli sempre ad aprire gli occhi e le mani sui bisogni dei più poveri, del «Terzo mondo di Bologna». 

Organizza conferenze di testimoni e maestri del nostro tempo, di missionari, di figure eminenti della vita culturale e politica del Paese. 

Ma non sarà mai riconosciuto ufficialmente dalla Chiesa locale come "cappellano universitario"”. La sua libertà di parola, che poteva prendere direttamente di mira anche i "baroni", e i suoi modi di fare poco si adattavano all'inquadramento nell'istituzione.

## "Missionario"
Nel 1968 si sente sfidato ad andare a trovare uno dei suoi "dottorini", il neomedico Marcello Bolognesi, che si è recato per un periodo di servizio civile internazionale, reso possibile dalla Legge Pedini, in Uganda. 

Per Contiero è la scoperta dell'Africa. 

Ogni anno condurrà, personalmente finché la salute glielo consentirà, folti gruppi di studenti e neolaureati a visitare missioni e progetti di cooperazione. Il suo fine era «sprovincializzare '’università», fare una proposta che non fosse di «filantropia», termine che egli aborriva, ma di giustizia tra Nord e Sud del mondo, e di coinvolgimento personale.

Perché «sia maledetta la scienza che non si trasforma in amore», come amava ripetere citando il predicatore francese del Seicento Jacques Bénigne Bossuet.
Per dare una cornice alle attività, nelle quali coinvolgeva come coprotagonisti i giovani stessi, crea nei primi anni settanta il Centro Studi "Giuseppe Donati" intitolato al fondatore del giornale del Partito Popolare, che denunciò l'assassinio Matteotti e per questo dovette esiliarsi.
Gli ultimi anni di vita sono segnati, per Contiero, dalla malattia, che gli limita progressivamente lucidità e libertà di movimento, mentre il Centro Donati continua a riproporre puntualmente le sue iniziative.
Un evento che ha rattristato la sua vecchiaia è stata l'uccisione del giuslavorista Marco Biagi, il 19 marzo 2002, del quale era amico di lunga data e del quale era stato ospite a tavola due giorni prima.
Ai suoi funerali, il 5 luglio 2006, nella chiesetta di San Sigismondo, come giustamente ha titolato l'edizione locale del Resto del Carlino, erano presenti «baroni e barboni».

## La spiritualità
La sua spiritualità si nutriva di preghiera e di incontro con le povertà. 

Chiamava il breviario «mia moglie», amava ritirarsi appena possibile per qualche giorno in un monastero (appuntamento fisso era il ritiro nella trappa di Frattocchie dopo ogni viaggio in Africa), aveva una profonda ammirazione per esperienze come quelle di Francesco d’Assisi e di Charles de Foucauld e dei suoi "piccoli fratelli", approfondiva le Scritture alla luce del rinnovamento portato dal Concilio Vaticano II. 

E nutriva ammirazione per i missionari e per quanti spendono la vita al servizio dei più poveri. Al tempo stesso, nella sua biblioteca figuravano opere come Il Capitale e altri testi della cultura degli anni sessanta-settanta, nei quali coglieva stimoli e provocazioni per tutti, i giovani cristiani in primo luogo, a edificare un mondo meno iniquo. 

Una certa "ruvidezza" del suo modo di esprimersi, associata a una sincera umiltà, mascherava una considerevole preparazione intellettuale e l'ansia di trasformare la realtà. 

Tra i testi del Magistero ecclesiale prediligeva, oltre ai documenti del Concilio Vaticano II, le grandi encicliche sociali come Pacem in Terris di Giovanni XXIII, Populorum progressio di Paolo VI e Sollicitudo Rei Socialis di Giovanni Paolo II.

## Le conferenze del Centro Studi "G. Donati"
Alle conferenze organizzate da Don Contiero e dal Centro Studi Donati sono state invitate, negli anni, decine di figure di rilievo. 

Si ricordano premi Nobel e nomi internazionali quali Muhammad Yunus, Shirin Ebadi, Rigoberta Menchú; tra i protagonisti italiani: Aldo Moro, Erri De Luca, Pierluigi Sullo, Fausto Bertinotti, Amos Luzzatto, Giorgio Celli, Romano Prodi; tra i missionari e personalità ecclesiali: i cardinali Michele Pellegrino e Aloísio Lorscheider, Aldo Marchesini, Alex Zanotelli, Renato Kizito Sesana, Ernesto Balducci, Dorina Tadiello, Cesare Orler, Alberto Dal Fovo, Rosario Iannetti, Oreste Benzi, Enzo Bianchi, Enrico Chiavacci, Aldo Benevelli, Fausto Marinetti, Luigi Di Liegro, Arturo Paoli; tra i professionisti all'opera nel Sud del mondo: Marilena Pesaresi, Roberta Brusaferri, Enrico Frontini, Eduardo Missoni, Angelo Stefanini.

## I "frutti"
Il risultato cui Don Contiero puntava nel lungo periodo bolognese era la scelta, da parte dei neolaureati, di un impegno a vita o per lo meno di largo respiro nel Sud del mondo o, comunque, in un ideale di vita non dominato dalla carriera e dal consumismo. Non furono poche le vocazioni missionarie e religiose, così come di volontariato e cooperazione, che si destarono o trovarono conferma nei viaggi in Africa e dalla frequentazione di Don Contiero. Le allusioni a queste scelte di vita dei suoi giovani sono praticamente gli unici motivi di "orgoglio" presenti nelle sue lettere e relazioni.